# バンガー大学
バンガー大学（バンガーだいがく、英語：Bangor University）は、イギリス・ウェールズ北部のグウィネズ州バンガーに位置する公立大学である。1885年に勅令を受け開学し、ウェールズ大学の創設機関の1つとなった。2007年9月に、ウェールズ大学から独立し、ウェールズ大学バンガー校からバンガー大学へと改称した。サンデー・タイムズ大学ガイド2012年版では、教育評価で英国トップ15大学に位置づけられるなど、ウェールズで最上位の教育を提供する大学である。とりわけ、海洋生物学、心理学、スポーツ科学の教育、研究で知られる。バンゴア大学と表記、発音されることもある。

## 沿革
バンガー大学は、1884年に創設。1885年に勅令を受け、ユニバーシティ・カレッジ・オブ・ノースウェールズとして開学した。当初は、ロンドン大学から学位が授与されていたが、ウェールズ大学の創設構成機関になった1893年以降、ウェールズ大学バンガー校としての地歩を確立した。1927年から1935年には、ハーバート・グラッドストーンが学長（president）を務めた。第二次世界大戦中には、ロンドン大学の学生がバンガーに疎開し、就学を継続した。1958年から1984年には、チャールズ・エヴァンスが副総長（vice chancellor）を務めた。1977年には、女性教師養成校であったセント・メアリー・カレッジと合併し、さらに、1996年には、バンガー・ノーマル・カレッジと合併するなど、規模を拡大させ、学生数が1万人を超える大学に成長した。
世界レベルの400大学を対象としたタイムズ・ハイアー・エデュケーションでは、2012年に251位に位置づけられた。2017-2018年のランキングでは、名古屋大学などと並んで301-350位群にランクインした。英国政府が2017年に初めて行った大学教育の質評価（Teaching Excellence Framework）では、金賞（全5大学）を獲得した。

## 組織構成

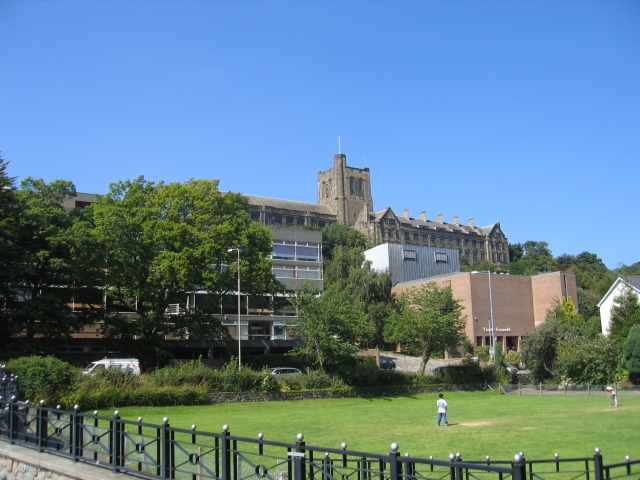
本部

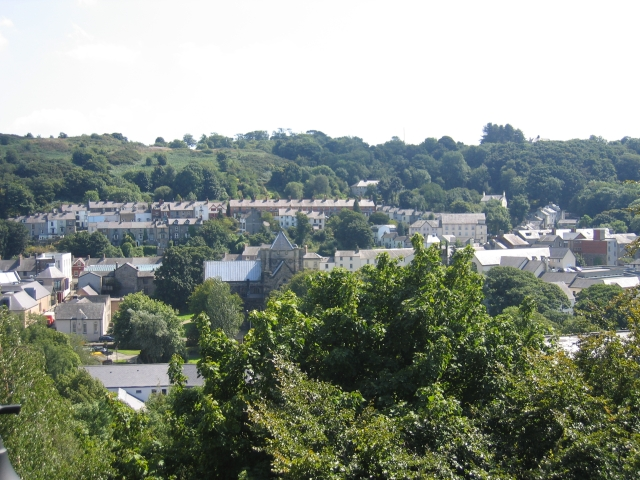
本部からの景色

バンガー大学は5学部からなり、各学部は複数の学科ないし研究所で構成されている。

### 人文学部
- 工芸・メディア学科
- 教育学科
- 英語学科
- 歴史学科
- 生涯学習学科
- 言語学科
- 現代言語学科
- 音楽科
- 哲学・宗教学科
- ウェールズ学科
- バイリンガル研究センター

### 商学・法学・教育・社会科学部
- バンガービジネススクール
- 教育学科
- 法学科
- 社会科学科

### 自然科学部

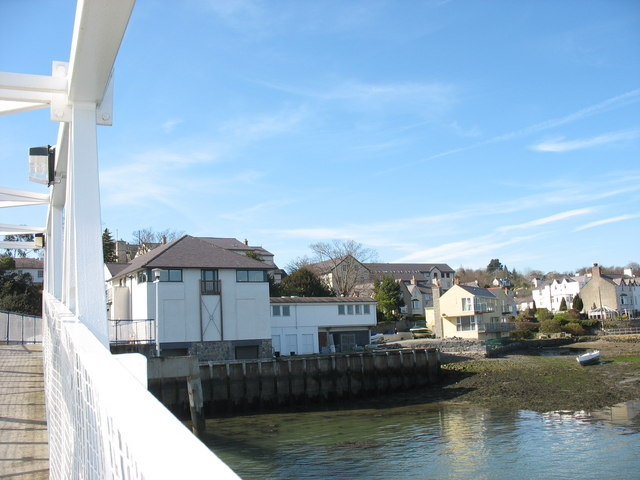
海洋学科

- 生物学科
- 環境・地理学科
- 海洋学科
- ウェールズ自然資源研究所

### 物理学・応用科学部

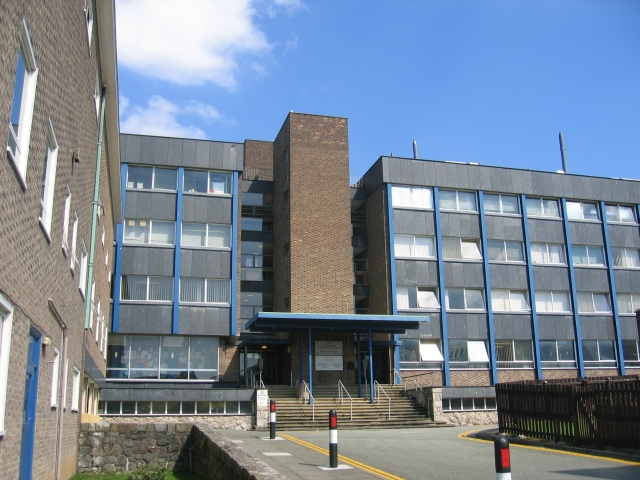
情報科学科

- 化学科
- 情報科学科
- 電子工学科

### 健康・行動科学部
- 健康科学科
- 医療科学科
- 心理学科
- スポーツ、健康、運動科学科
- 医療福祉研究所

## 施設

### キャンパス

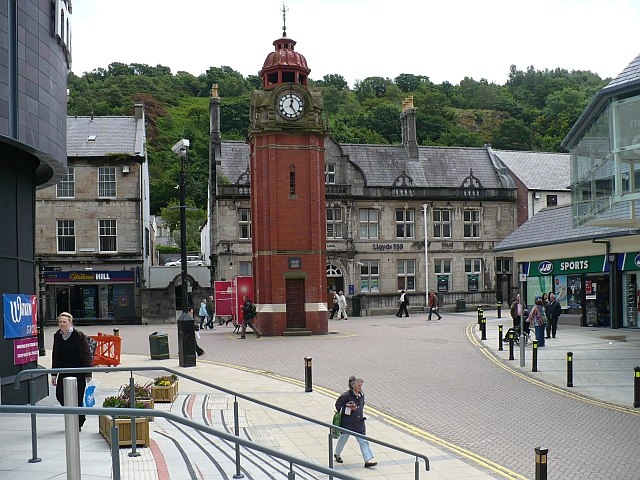
バンガーの街並み

大学の位置するバンガーは大学町である。ロンドン、マンチェスター、クルー、カーディフから鉄道が直行している他、アイルランドへのフェリー便もホリーヘッドから就航している。マンチェスター空港とリバプール・ジョン・レノン空港は、鉄道で約2時間である。駅からほど近い丘の上に大学本部があり、各学部の建物が街中に散らばっている。

### メイン・アーツ・ビル

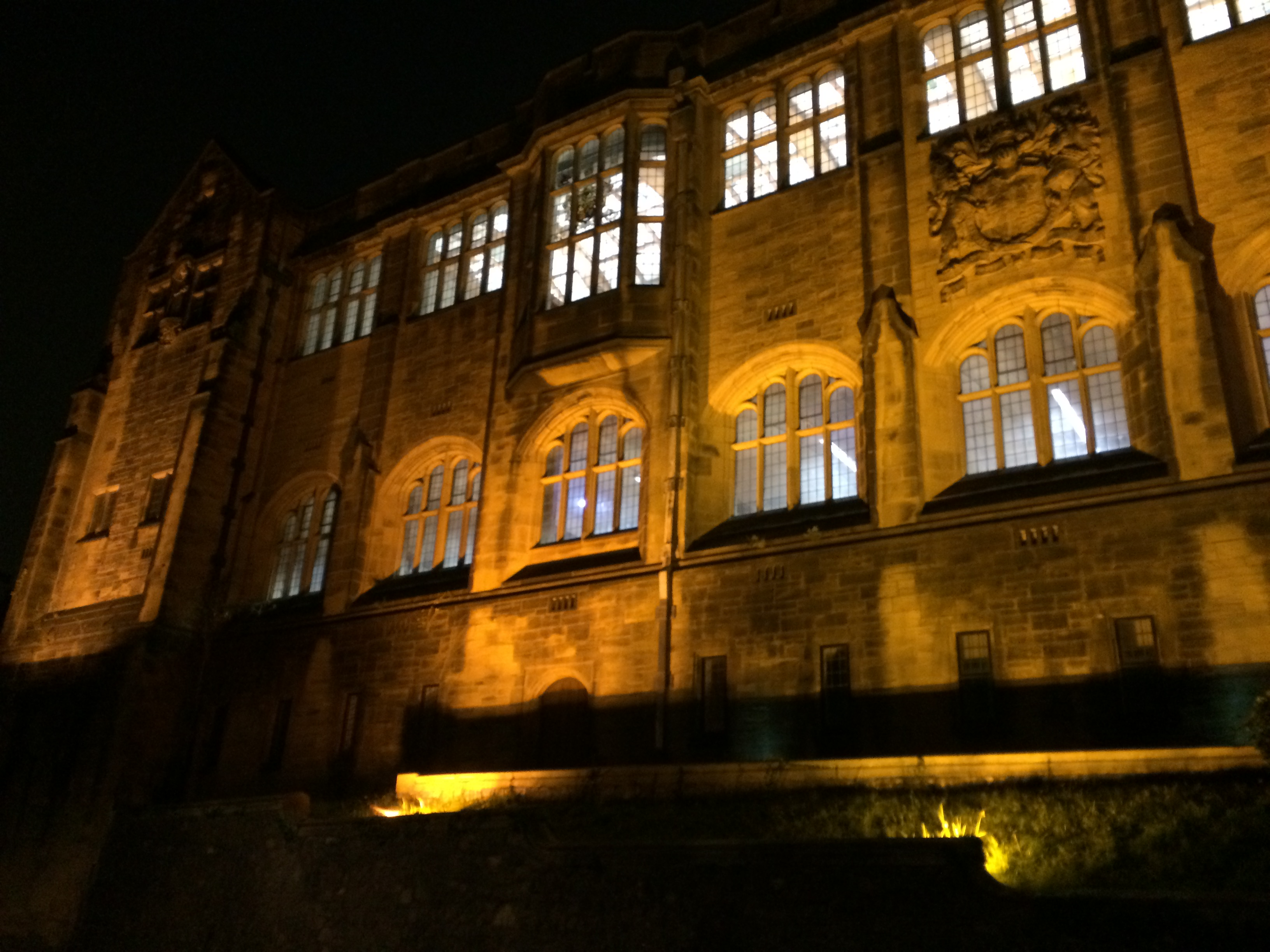
メイン・アーツ・ビル

バンガー大学が1911年から用いている校舎が、メイン・アーツ・ビルの一部として残されている。この校舎の設計者はヘンリー・ハアレであり、1907年7月9日にエドワード7世が定礎を行い、1911年にジョージ5世の名により開設された。1969年に現在の建物が完成している。

## 卒業生・出身者
- ロジャー・ウィテッカー - 音楽家
- ロバート・G・エドワーズ - 生物学者（生殖医学）、ノーベル生理学・医学賞受賞者
- ポール・アラン・コックス - 植物学者、ゴールドマン環境賞受賞者
- ダニー・ボイル - 映画監督、アカデミー監督賞受賞者
- フランシス・バーバー - 女優
- ロバート・ホールドストック - 作家、英国SF協会賞・世界幻想文学大賞受賞者